# 구이촌
구이촌(久井村)은 히로시마현 미쓰기군에 있던 촌이다. 현재의 미하라시에 해당한다.